# Gerhard Haszprunar
Gerhard Haszprunar (* 25. Februar 1957 in Wien) ist ein österreichischer Zoologe. Er ist Professor emeritus für Zoologie an der Ludwig-Maximilians-Universität München und war Direktor der Zoologischen Staatssammlung München und 16 Jahre lang bis Ende 2021 Generaldirektor der Staatlichen Naturwissenschaftlichen Sammlungen Bayerns.

## Leben
Gerhard Haszprunar wuchs in Wien auf.  Sein Vater war Forstwirt und nahm ihn schon als Kind mit in den Wald. Bereits mit zwölf Jahren war er fasziniert von den Weichtieren und befasste sich mit Lebewesen im Wasser und in Tümpeln, insbesondere mit Fischen, Fröschen und Molchen. 1975 machte er in Wien seine Matura. Er war Zögling des Kollegium Kalksburg (von 1856 bis 1993 vom Jesuitenorden geführt). Von 1975 bis 1976 absolvierte Haszprunar seinen Präsenzdienst, bei dem er zum Milizoffizier ausgebildet wurde. Von 1976 bis Anfang 1982 studierte er Zoologie und Botanik an der Universität Wien, wo er Ende 1982 „sub auspiciis“ promovierte. Thema seiner Doktorarbeit war die „Elektronenmikroskopie der Sinnesorgane von Weichtieren“. Von 1982 bis 1987 war er als Vertragsassistent und Lektor am Zoologischen Institut der Universität Wien in der Abteilung für Spezielle Zoologie und Entwicklungsgeschichte unter Leitung von Luitfried Salvini-Plawen tätig. Wie Salvini-Plawén ist Haszprunar Spezialist für die Systematik der Mollusken.
1987 wechselte Haszprunar an die Leopold-Franzens-Universität in Innsbruck, wo er zunächst als Universitätsassistent am dortigen Institut für Zoologie in der Abteilung für Ultrastrukturforschung und Evolutionsbiologie unter Leitung von Reinhard M. Rieger arbeitete. Ende 1988 habilitierte er an der Innsbrucker Universität, Anfang 1989 erwarb er dort die Lehrbefugnis als Universitätsdozent für „Zoologie“ an der damaligen Naturwissenschaftlichen Fakultät und 1990 wurde er dort als Assistenzprofessor in ein dauerndes Dienstverhältnis übernommen.
1995 erhielt Haszprunar eine Berufung auf den Lehrstuhl für „Systematische Zoologie“ an die Ludwig-Maximilians-Universität in München und wurde zugleich in Personalunion Direktor der Zoologischen Staatssammlung München, die mit insgesamt 25 Millionen Objekten zu den größten naturwissenschaftlichen Sammlungen der Welt zählt. Von Anfang 2006 bis Ende 2021 war er zudem als Generaldirektor der Staatlichen Naturwissenschaftlichen Sammlungen Bayerns (SNSB) tätig, deren Generaldirektion und Zentralverwaltung ihren Sitz in München haben. Seit Dezember 2018 ist Haszprunar zudem Präsident des Verbandes Biologie, Biowissenschaften und Biomedizin in Deutschland (VBIO e. V.).
Gerhard Haszprunar ist verheiratet, das Paar hat drei Kinder.
Seit 1978 ist er Mitglied der katholischen Studentenverbindung KÖStV Nibelungia Wien im ÖCV.

## Auszeichnungen (Auswahl)
- 1989: Kardinal-Innitzer-Förderungspreis für Human- und Veterinärmedizin (für die Habilitationsschrift)
- 1994: Preis der Landeshauptstadt Innsbruck für die wissenschaftliche Forschung an der Leopold-Franzens-Universität für das Projekt „Monoplacophora“ (gemeinsam mit Dr. Kurt Schaefer)
- 2008: Österreichisches Ehrenkreuz für Wissenschaft und Kunst[7]